# Bahnstrecke Neukirchen–Weiden
| Strecke bei Peilstein |                      |                                              |                                              |
| |                      |                                              |                                              |
| Streckennummer (DB): | 5060                 |                                              |                                              |
| Kursbuchstrecke (DB): | 870                  |                                              |                                              |
| Kursbuchstrecke: | 425k (1946)          |                                              |                                              |
| Streckenlänge: | 51,50 km             |                                              |                                              |
| Spurweite: | 1435 mm (Normalspur) |                                              |                                              |
| Streckenklasse: | D4                   |                                              |                                              |
| Maximale Neigung: | 6,7 ‰                |                                              |                                              |
| Minimaler Radius: | 600 m                |                                              |                                              |
| Streckengeschwindigkeit: | 120 km/h             |                                              |                                              |
| Streckengeschwindigkeit mit Neigetechnik: | 160 km/h             |                                              |                                              |
| Zugbeeinflussung: | PZB, ZUB122          |                                              |                                              |
| |                      |                                              |                                              |
| \| \| \| von Nürnberg \| \| \| \| 0,000 \| Neukirchen (b Sulzbach-Rosenberg) \| 450 m ü. NHN \| \| \| 0,497 \| nach Irrenlohe \| nach Irrenlohe \| \| \| 4,500 \| Röckenricht \| 453 m ü. NHN \| \| \| 8,150 \| Großalbershof \| 443 m ü. NHN \| \| \| 14,390 \| Schönlind (Oberpf) \| 405 m ü. NHN \| \| \| 16,800 \| Vils \| Vils \| \| \| 17,300 \| Vils \| Vils \| \| \| 18,400 \| Schlicht \| 405 m ü. NHN \| \| \| 19,965 \| Vilseck \| 406 m ü. NHN \| \| \| \| nach Vilseck Lager \| \| \| \| 24,400 \| Langenbruck (Oberpf) \| 409 m ü. NHN \| \| \| \| Anschluss Strobel Quarzsand \| \| \| \| 26,924 \| Vilseck Freihungsand (Awanst) \| 411 m ü. NHN \| \| \| 28,200 \| Freihung Porphyrwerke (Awanst) \| 412 m ü. NHN \| \| \| \| Anschluss Porphyr-Werke \| \| \| \| 29,450 \| Freihung \| 416 m ü. NHN \| \| \| \| Anschluss Mineralmahlwerk Gottfried Feldspat \| \| \| \| 32,149 \| Thansüß (Hst) \| 428 m ü. NHN \| \| \| 37,050 \| Röthenbach (Oberpf) \| 411 m ü. NHN \| \| \| \| \| \| \| \| 40,920 \| Weiherhammer Mandt (Awanst) \| 395 m ü. NHN \| \| \| 42,127 \| Weiherhammer \| 392 m ü. NHN \| \| \| \| Anschluss Flachglaswerk Pilkington \| \| \| \| 43,100 \| Haidenaab \| Haidenaab \| \| \| 44,886 \| Etzenricht \| 398 m ü. NHN \| \| \| \| Anschluss Umspannwerk Etzenricht \| \| \| \| 46,170 \| Weiden Bayernwerk (Awanst) \| 402 m ü. NHN \| \| \| \| Anschluss Witt Weiden \| \| \| \| 48,590 \| Weiden (Oberpf) Witt (Anst) \| 400 m ü. NHN \| \| \| 48,700 \| Ullersricht \| 400 m ü. NHN \| \| \| \| Anschluss Gollwitzer Spedition \| \| \| \| 49,160 \| Weiden (Oberpf) Gollwitzer (Awanst) \| 399 m ü. NHN \| \| \| \| von Regensburg \| \| \| \| 51,514 \| Weiden (Oberpf) \| 397 m ü. NHN \| \| \| \| nach Bayreuth \| \| \| \| \| nach Oberkotzau \| \| \| \| \| \| \| \| Quellen: [1][2][3][4][5] \| \| \| \| |                      |                                              |                                              |
| Strecke |                      | von Nürnberg                                 | von Nürnberg                                 |
| Bahnhof | 0,000                | Neukirchen (b Sulzbach-Rosenberg)            | 450 m ü. NHN                                 |
| Abzweig geradeaus und nach rechts | 0,497                | nach Irrenlohe                               | nach Irrenlohe                               |
| ehemaliger Haltepunkt / Haltestelle | 4,500                | Röckenricht                                  | 453 m ü. NHN                                 |
| Dienststation / Betriebs- oder Güterbahnhof | 8,150                | Großalbershof                                | 443 m ü. NHN                                 |
| ehemaliger Bahnhof | 14,390               | Schönlind (Oberpf)                           | 405 m ü. NHN                                 |
| Brücke über Wasserlauf | 16,800               | Vils                                         | Vils                                         |
| Brücke über Wasserlauf | 17,300               | Vils                                         | Vils                                         |
| ehemaliger Haltepunkt / Haltestelle | 18,400               | Schlicht                                     | 405 m ü. NHN                                 |
| Bahnhof | 19,965               | Vilseck                                      | 406 m ü. NHN                                 |
| Abzweig geradeaus und nach links |                      | nach Vilseck Lager                           | nach Vilseck Lager                           |
| ehemaliger Bahnhof | 24,400               | Langenbruck (Oberpf)                         | 409 m ü. NHN                                 |
| Abzweig geradeaus und von rechts |                      | Anschluss Strobel Quarzsand                  | Anschluss Strobel Quarzsand                  |
| Blockstelle | 26,924               | Vilseck Freihungsand (Awanst)                | 411 m ü. NHN                                 |
| ehemalige Blockstelle | 28,200               | Freihung Porphyrwerke (Awanst)               | 412 m ü. NHN                                 |
| Abzweig geradeaus und ehemals nach links |                      | Anschluss Porphyr-Werke                      | Anschluss Porphyr-Werke                      |
| Bahnhof | 29,450               | Freihung                                     | 416 m ü. NHN                                 |
| Abzweig geradeaus und ehemals von rechts |                      | Anschluss Mineralmahlwerk Gottfried Feldspat | Anschluss Mineralmahlwerk Gottfried Feldspat |
| Haltepunkt / Haltestelle | 32,149               | Thansüß (Hst)                                | 428 m ü. NHN                                 |
| Haltepunkt / Haltestelle | 37,050               | Röthenbach (Oberpf)                          | 411 m ü. NHN                                 |
| Abzweig geradeaus und ehemals von links |                      |                                              |                                              |
| ehemalige Blockstelle | 40,920               | Weiherhammer Mandt (Awanst)                  | 395 m ü. NHN                                 |
| Bahnhof | 42,127               | Weiherhammer                                 | 392 m ü. NHN                                 |
| Abzweig geradeaus und nach rechts |                      | Anschluss Flachglaswerk Pilkington           | Anschluss Flachglaswerk Pilkington           |
| Brücke über Wasserlauf | 43,100               | Haidenaab                                    | Haidenaab                                    |
| ehemaliger Haltepunkt / Haltestelle | 44,886               | Etzenricht                                   | 398 m ü. NHN                                 |
| Abzweig geradeaus und von rechts |                      | Anschluss Umspannwerk Etzenricht             | Anschluss Umspannwerk Etzenricht             |
| Blockstelle | 46,170               | Weiden Bayernwerk (Awanst)                   | 402 m ü. NHN                                 |
| Abzweig geradeaus und ehemals von links |                      | Anschluss Witt Weiden                        | Anschluss Witt Weiden                        |
| ehemalige Blockstelle | 48,590               | Weiden (Oberpf) Witt (Anst)                  | 400 m ü. NHN                                 |
| ehemaliger Haltepunkt / Haltestelle | 48,700               | Ullersricht                                  | 400 m ü. NHN                                 |
| Abzweig geradeaus und ehemals von links |                      | Anschluss Gollwitzer Spedition               | Anschluss Gollwitzer Spedition               |
| Blockstelle | 49,160               | Weiden (Oberpf) Gollwitzer (Awanst)          | 399 m ü. NHN                                 |
| Abzweig geradeaus und von rechts |                      | von Regensburg                               | von Regensburg                               |
| Bahnhof | 51,514               | Weiden (Oberpf)                              | 397 m ü. NHN                                 |
| Abzweig geradeaus und nach links |                      | nach Bayreuth                                | nach Bayreuth                                |
| Strecke |                      | nach Oberkotzau                              | nach Oberkotzau                              |
| |                      |                                              |                                              |
| Quellen: |                      |                                              |                                              |

Die Bahnstrecke Neukirchen–Weiden ist eine 51 Kilometer lange, eingleisige und nicht elektrifizierte Hauptbahn in der Oberpfalz. Sie führt von Neukirchen (bei Sulzbach-Rosenberg) über Vilseck nach Weiden (Oberpfalz).
Betreiber der Infrastruktur ist die DB InfraGO.

## Geschichte
Der Anstoß zum Streckenbau war eine Denkschrift des „Nürnberger Eisenbahncomitees“ vom 20. Juli 1869 an die Actiengesellschaft der bayerischen Ostbahnen. Darin wurde argumentiert, dass diese die kürzeste und wirtschaftlichste Verbindung Nürnbergs mit Weiden sei und die Strecke außerdem wichtig für den Güterverkehr von und nach Böhmen und Mitteldeutschland werden könnte.
Am 3. August 1869 erteile Königs Ludwig II. den Ostbahnen die Konzession zum Bau der Strecke.
Die Bauarbeiten begannen im Dezember 1873, nachdem die Streckenplanung im August 1872 abgeschlossen werden konnten. Das Metall lieferte das Hammerwerk Hellziechen. Mitte Mai ging die nahezu vollendete Strecke durch die Verstaatlichung der Ostbahnen ins Eigentum der Königlich Bayerischen Staatseisenbahnen über. Die feierliche Eröffnung der Strecke fand am 15. Oktober 1875 statt. Zum Stand von Ende 1881 betrugen die Baukosten 9 920 669 Mark.
Die Deutsche Bundesbahn modernisierte die Leit- und Sicherungstechnik und nahm 1972 und 1973 in den Bahnhöfen Großalbershof, Freihung, Röthenbach und Weiherhammer Relaisstellwerke der Bauform Dr S 2 in Betrieb. Am 30. September 1973 wurde die Strecke von einer Nebenbahn zu einer Hauptbahn hochgestuft und die Streckenhöchstgeschwindigkeit von 60 km/h auf 120 km/h erhöht.
Im April 1993 gingen Sicherungsanlagen mit Lichtzeichen und Halbschranken (Typ EBÜT 80) an acht Bahnübergängen in Betrieb. Zwei weitere Bahnübergänge wurden aufgelassen.
Die Bedienung des Gleisanschlusses der Firma Strobel Quarzsand zwischen Vilseck und Freihung wurde 2002 eingestellt. 2024 wurde der Gleisanschluss reaktiviert. Dabei wurde die Anschlussweiche zurück- und in gespiegelter Lage neu eingebaut und so Fahrten Richtung Freihung statt wie ehemals Richtung Vilseck ermöglicht.

### Unfälle
Beim Eisenbahnunfall von Vilseck prallte am 22. Juni 2001 auf einem Bahnübergang außerhalb von Vilseck ein Dieseltriebwagen gegen einen Lastwagen der US-Armee. Drei Menschen starben, neun weitere wurden schwer verletzt.
Bei Röckenricht entgleiste am 25. August 2003 ein Triebwagen der DB-Baureihe 610. Als Folge daraus wurde deren Neigetechnik vorübergehend abgeschaltet.
Beim Eisenbahnunfall von Freihung erfasste am 5. November 2015 ein Regional-Express bei Freihungsand einen auf einem beschrankten Bahnübergang liegengebliebenen rumänischen Satteltieflader, der ein in Rumänien repariertes Militärfahrzeug geladen hatte. Der Triebfahrzeugführer und einer der beiden Insassen des Lastkraftwagens starben, vier Fahrgäste wurden schwer verletzt.

## Streckenbeschreibung
Die Strecke ist auf ihrer gesamten Länge eingleisig und nicht elektrifiziert. Sie ist mit einer maximalen Längsneigung von 1:150 und einem Minimalradius von 600 Metern trassiert. Die Streckenhöchstgeschwindigkeit liegt bei 120 km/h. Neben der Punktförmigen Zugbeeinflussung ist die Strecke für einen schnelleren Personenverkehr auch mit ZUB122 zur Geschwindigkeitsüberwachung Neigetechnik ausgestattet und darf von eintsprechend ausgerüsteten Zügen mit bis zu 160 km/h befahren werden.

### Verlauf
Die Strecke zweigt nach dem Bahnhof Neukirchen von der Bahnstrecke Nürnberg–Irrenlohe ab und verläuft bis zur Kreuzung mit der Bundesstraße 85 nach Osten, um sich danach in mehreren Bögen gen Norden zu wenden. Nach dem Dorf Schönlind überquert die Strecke die Vils und verläuft parallel zu ihr nach Vilseck.
Nach dem Bahnhof Vilseck wendet sich die Strecke vor dem aufgelassenen Bahnhof Langenbruck nach Osten und führt am südlichen Rand des Truppenübungsplatzes Grafenwöhr vorbei durch den Etzenrichter Forst nach Weiherhammer. Nach Weiherhammer überquert die Strecke die Haidenaab und verläuft mit ihr zusammen nach Etzenricht. Dort wendet sich die Strecke nach links, trifft bei Ullersricht auf die Bahnstrecke Regensburg–Weiden und führt mit ihr zusammen zum Bahnhof Weiden.

### Betriebsstellen
1883 existierten zwischen Neukirchen und Weiden die Stationen Großalbershof, Schönlind, Vilseck, Langenbruck, Freihung, Röthenbach i d. O., Weiherhammer und Etzenricht. Vor 1914 wurde der Haltepunkt Thansüß eingerichtet. Vor 1935 kamen außerdem die Stationen Röckenricht, Schlicht und Ullersricht dazu. 1972 waren Röckenricht und Schlicht wieder aufgelassen, im Jahr 1973 folgte Langenbruck, vor 1981 Ullersricht. Schönlind wurde nach 1985 außer Betrieb genommen. Röthenbach wurde vom Bahnhof zum Haltepunkt zurückgebaut und 1997 das Stellwerk außer Betrieb genommen.

## Fahrzeugeinsatz

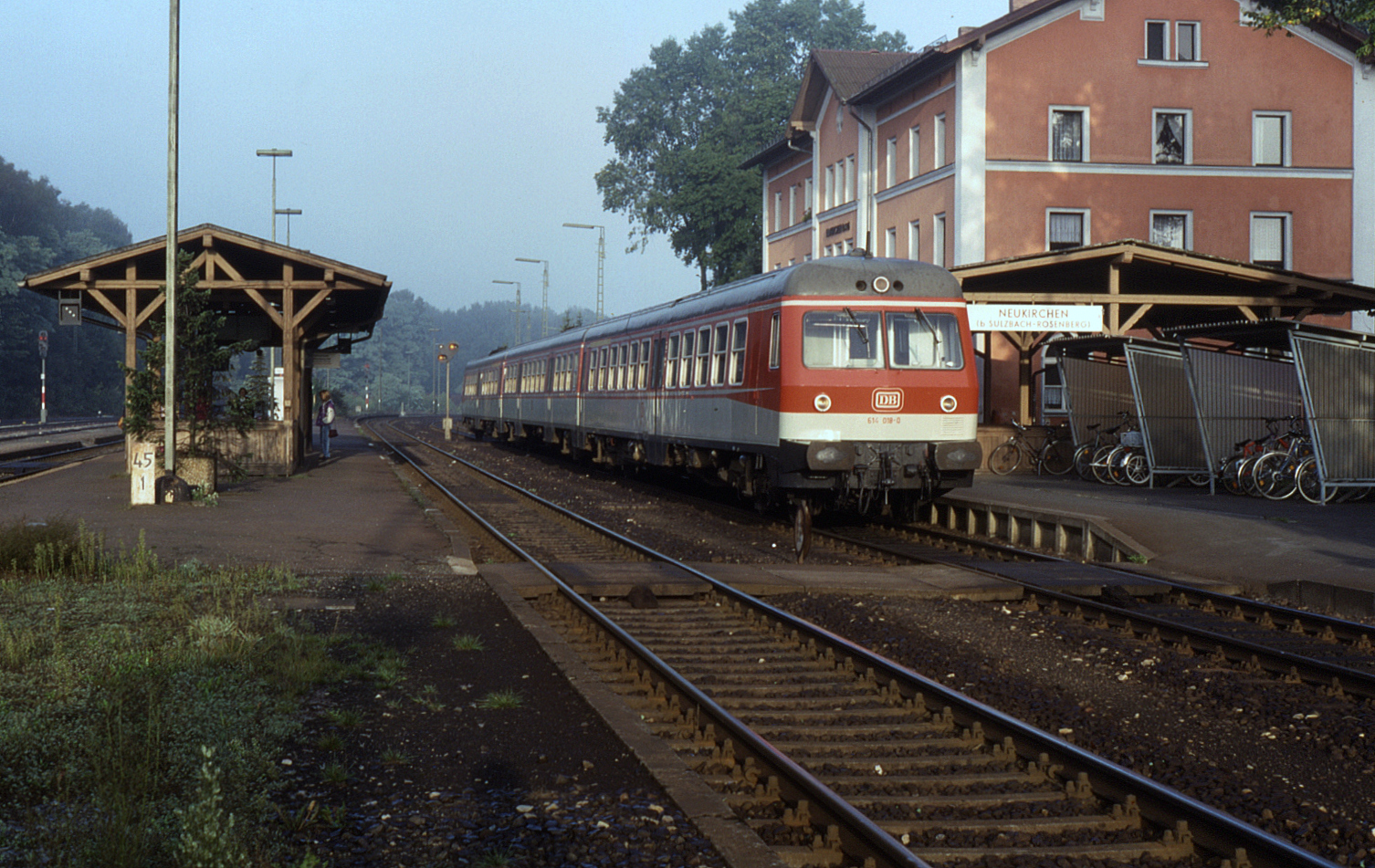
Baureihe 614 in Neukirchen (bei Sulzbach-Rosenberg), 1991

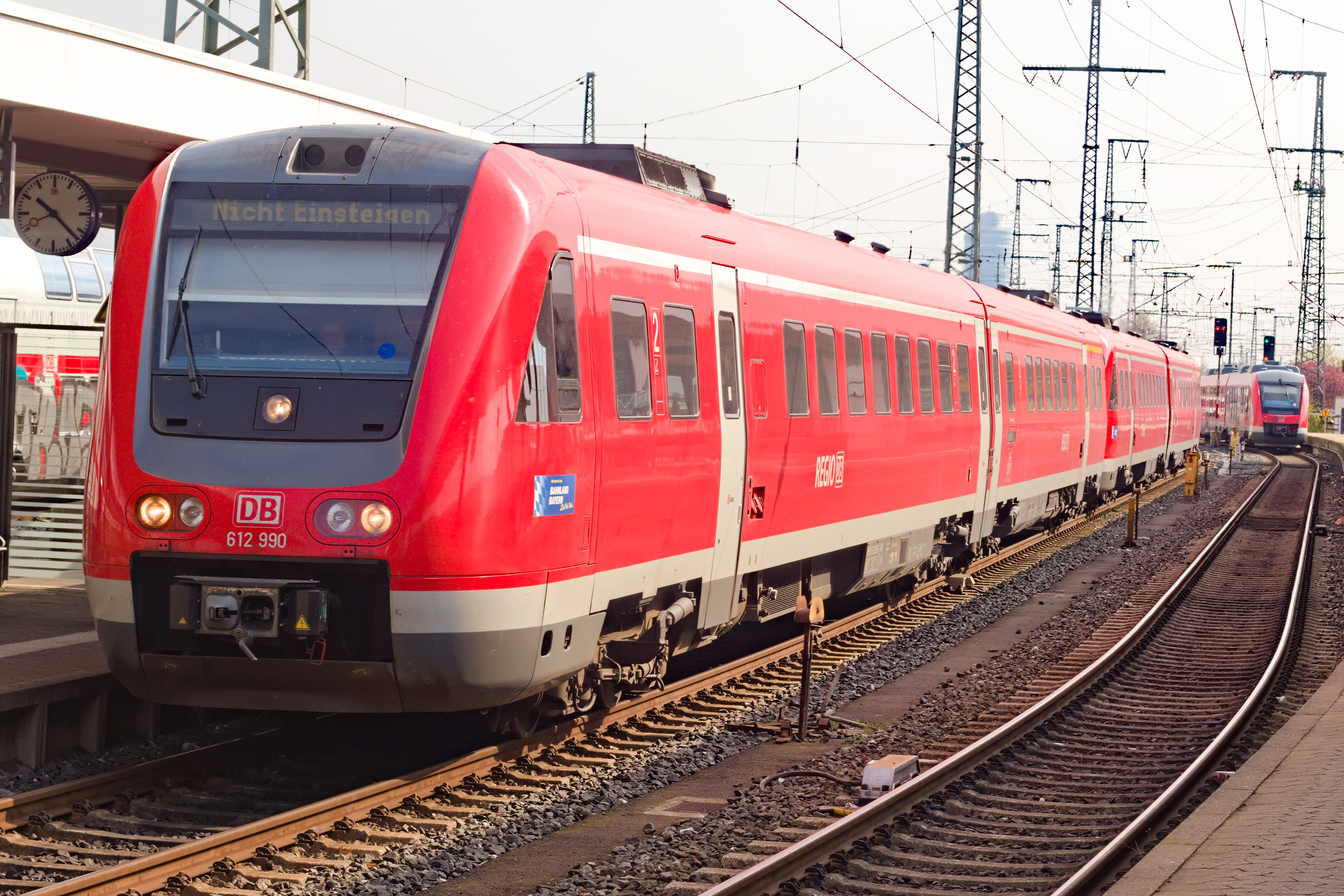
Baureihe 612 in Nürnberg Hauptbahnhof, 2019

Im Eilzugdienst setzte die Deutsche Bundesbahn Dieseltriebwagen der Baureihe 614 ein, bis sie diese zum Fahrplanjahr 1993 durch 1992 ausgelieferte Neigetechnikzüge der Baureihe 610 in den Regionalschnellbahnen ersetzte. Aufgrund von technischen Problemen der Baureihe 610 setzte die DB Regio ab dem 4. Februar 2001 auf der Strecke ersatzweise die DB-Baureihe 628 ein. Zum Fahrplanjahr 2001 stellt sie mit der Baureihe 612 wieder auf Neigetechnikfahrzeuge um. Ab dem Beginn Winterfahrplan 2001 war für ein Zugpaar, am dem Beginn des Jahresfahrplans 2003 für den Großteil der Züge wieder die Baureihe 610 eingeplant. Im zweiten Halbjahr 2006 übernahm auf der Strecke vor allem an Wochenenden die Baureihe 612 viele Leistungen. Zum Fahrplanwechsel im Dezember 2012 wurde die Baureihe 610 überwiegend durch die Baureihe 612 ersetzt. Mit dem Ende des Fahrplanjahrs 2014 endete der Einsatz der Triebzüge der Baureihe 610 auch auf der Strecke Neukirchen–Weiden vollständig. Seitdem werden die Regional-Express-Züge nur noch aus Fahrzeugen der Baureihe 612 gebildet. Die DB Regio wurde verpflichtet, bis zum Dezember 2023 WLAN, eine Videoüberwachung, Fahrgastinformationssystems-Monitore und ein automatisches Fahrgastzählsystem nachzurüsten, um die Fahrzeuge bis 2030 weiter einzusetzen. Die Bayerische Eisenbahngesellschaft beabsichtigt langfristig den Einsatz neuer, etwa 70 m langer, dreiteiliger Neigetechnik-Triebzüge, die mit alternativer Antriebstechnik mit Brennstoffzellenantrieb, batterieelektrisch oder mit Oberleitung betrieben werden und kündigte eine entsprechende Ausschreibung im April 2023 an.

## Verkehr
Im Personennahverkehr setzten die Königlich Bayerischen Staatseisenbahnen täglich drei Personenzugpaare zwischen Neukirchen und Weiden ein, die dafür knapp zwei Stunden je Richtung benötigten. In Neukirchen waren meist kurze Anschlüsse Richtung Nürnberg eingerichtet. 1914 verkehrten vier Zugpaare.
Im Sommerfahrplan 1939 verkehrten sechs Zugpaare Neukirchen–Weiden, ein weiteres Zugpaar Vilseck–Weiden, außerdem werktags ein morgendlicher Zug Vilseck–Weiden und sonntags ein abendlicher Zug in die Gegenrichtung. Der Großteil der Züge legte die Strecke jeweils in rund 1:20 h zurück. Nach Beginn des Zweiten Weltkriegs wurde die Anzahl der Zugpaare auf fünf reduziert, von denen zwei nur auf besondere Anordnung verkehrten. Die Fahrzeit der meisten Züge verlängerte sich um 5 bis 20 Minuten.
Durch die Geschwindigkeitserhöhung und das Auflassen kleinerer Stationen wie Langenbruck verkürzte sich zum Winterfahrplan 1973 die Fahrzeit um 20 Minuten.
Bis zum Fahrplanjahr 1992 verkehrten über die Bahnstrecke Neukirchen–Weiden schnelle Eilzüge der Relation Nürnberg Hauptbahnhof–Weiden (Oberpfalz). Zum Fahrplanjahr 1993 verbesserte die Deutsche Bundesbahn dieses Angebot durch die Einführung der im Zweistundentakt im Bahnhof Neukirchen (bei Sulzbach-Rosenberg) von der Linie Nürnberg–Schwandorf–Furth im Wald geflügelte Regionalschnellbahn-Linie Nürnberg–Weiden, die zwischen Neukirchen und Weiden außerdem nur in Vilseck hielt. Bis zur Zugteilung bildeten die Züge nach Weiden den hinteren, ab der Vereinigung in der Gegenrichtung den vorderen Zugteil. Durch den Einsatz von Neigetechnik verkürzten sich die Fahrzeiten zwischen Nürnberg und Weiden um 20 Minuten.
Zum Fahrplanjahr 1995 wurden die Zuggattung Regionalschnellbahn zu Regional-Express umgestellt. Im Fahrplanjahr 1998 betrug die planmäßige Fahrzeit der meisten Züge auf der 97 Kilometer lange Strecke von Nürnberg nach Weiden eine Stunde, in Gegenrichtung eine Stunde und drei Minuten.
Aufgrund von ab August 2000 aufgetretenen technischen Problemen bei den Fahrzeugen kam es zu Verspätungen, die ab dem 5. November 2000 durch Fahrzeitverlängerungen von wenigen Minuten im Fahrplan berücksichtigt wurden. In einem ab dem 4. Februar 2001 gültigen Ersatzfahrplan wurde die Linie Nürnberg–Weiden auf den Abschnitt Neukirchen–Weiden mit Anschluss Richtung Nürnberg in Neukirchen gekürzt. Die Züge benötigen für die Strecke Neukirchen–Weiden rund 36 Minuten. Mit dem Beginn des Fahrplanjahres 2001 wurde die Linie Nürnberg–Weiden mit Flügelungen in Neukirchen wiederhergestellt.
Mit dem Beginn des Fahrplanjahres 2003 wurde die Linie Nürnberg–Weiden auf einen Stundentakt verdichtet und Takthalte in Freihung und Weiherhammer sowie einzelne Halte Thansüß, Röthenbach (Oberpf) und Etzenricht eingerichtet. Die Züge aus Nürnberg verkehrten von da an bis einschließlich zum Fahrplanjahr 2014 auch bis Neukirchen als eigene Züge, während die Züge nach Nürnberg mit Zügen der Linie (Regensburg–)Schwandorf–Nürnberg vereinigt wurden und ab Neukirchen den zweiten Zugteil bildeten. Im Vergleich zu den Fahrplänen der 1990er-Jahre verlängerten sich die Fahrzeiten auf 1:09 h von Nürnberg nach Weiden und 1:08 h von Weiden nach Nürnberg. Zum Fahrplanjahr 2008 wurde die auf der Strecke verkehrende Linie über Weiden nach Neustadt (Waldnaab) verlängert. Im Juni 2022 wurde die Bedienung des Haltepunktes Etzenricht eingestellt.
2023 setzt die DB Regio zwischen Nürnberg und Neustadt (Waldnaab) Regional-Express-Züge der Linie RE 41 im Stundentakt ein, die für den Abschnitt Neukirchen–Weiden eine Fahrzeit von etwa 35 Minuten benötigen. Die Züge werden in Neukirchen mit den Zügen der Linien RE 40 oder RE 47 geflügelt. Die Fahrzeit der meisten Züge wird mit rund 0:35 h zwischen Neukirchen und Weiden und mit 1:08 h zwischen Nürnberg und Weiden angegeben. Eigenkreuzungen der Regional-Express-Züge finden planmäßig meist in Vilseck statt. Alle Züge halten in den Bahnhöfen Vilseck, Freihung und Weiherhammer, während nur einzelne Züge morgens in Richtung Weiden und abends aus Richtung Weiden die Haltepunkte Thansüß oder Röthenbach (Oberpf) bedienen. Für den Schülerverkehr verkehrt an Schultagen zusätzlich morgens ein Zug mit Halten auch in Thansüß oder Röthenbach von Vilseck nach Weiden und mittags von Weiden nach Freihung.
Der im Landkreis Amberg-Sulzbach liegende Abschnitt Neukirchen–Thansüß ist in den Verkehrsverbund Großraum Nürnberg integriert.
In dem ab dem Fahrplanjahre 2024 gültigen Verkehrsvertrag Expressverkehr Nordostbayern, den die Bayerische Eisenbahngesellschaft als Direktvergabe an DB Regio vergab, wurde die Beibeihaltung des Fahrplankonzepts auf der Bahnstrecke Neukirchen–Weiden bis zum Ende des Fahrplanjahres 2030, mit Verlängerungsoption um bis zu zwei Jahre, vereinbart.